# Ponte do Milenio
El Ponte do Milenio (Pont del Mil·lenni), també conegut com a Ponte da Gaivota (Pont de la Gavina) per la seva forma, és un dels ponts sobre el riu Miño que hi ha a la ciutat d'Ourense, a Galícia.
Es troba entre el Ponte Maior i el pont de la nacional N-525. Té un disseny interessant en què destaca una passarel·la que l'envolta en forma d'anell que es deforma per elevar-se per sobre i baixar pels laterals. Per aquest anell es pot caminar fins a 20 metres d'altura per sobre del pont, amb una trajectòria de 100 esglaons.

## Història i característiques
El pont està format per dos nivells. El nivell inferior és una plataforma de formigó que forma el pont en si mateix i pel qual transiten vehicles i vianants. Un sistema de tirants i dos pilars metàl·lics inclinats, situats als extrems, sustenten la plataforma de circulació. El segon nivell del pont està constituït per la passarel·la de vianants que baixa pels laterals per sota de la plataforma i puja fins a unir-se amb els extrems que procedeixen de l'altre lateral per sobre del pont formant una mena d'anell deformat que s'adapta al pont a manera d'envolvent. El passeig envolvent és transitable i proporciona unes vistes interessants del paisatge del riu i la ciutat.
L'obra es va realitzar entre l'abril de 1999 i l'agost de 2001. El projecte és de l'arquitecte Álvaro Varela de Ugarte, de l'Escola Tècnica Superior d'Arquitectura de Madrid, màster en Arquitectura per la Universitat Yale i doctor per la Universitat de Tòquio. El desenvolupament d'enginyeria va ser de Pondio Ingenieros S.L. i l'empresa constructora fou UTE Ponte Miño (ACS / OCA).

## Galeria d'imatges

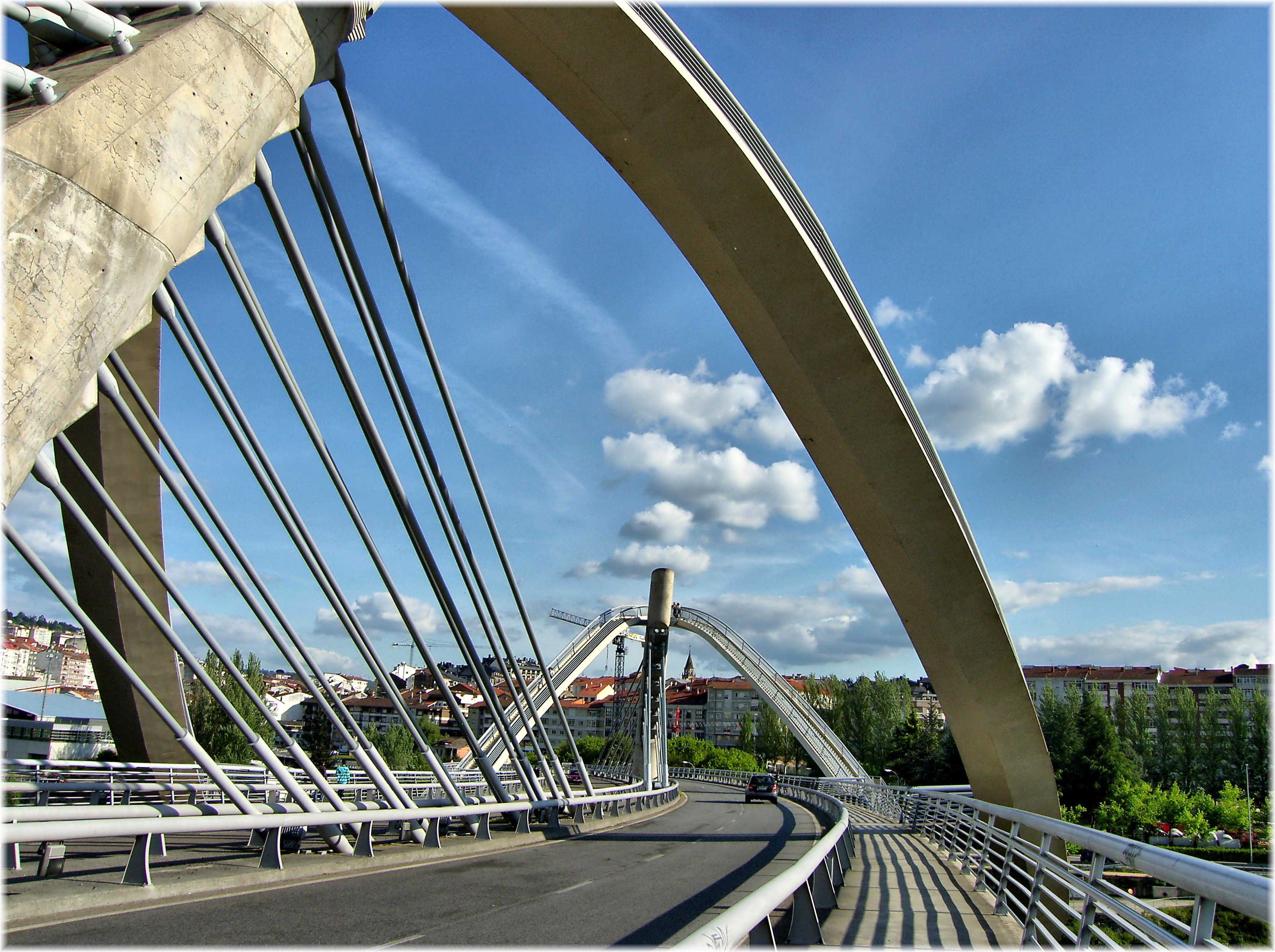
Des de la vora dreta del riu.
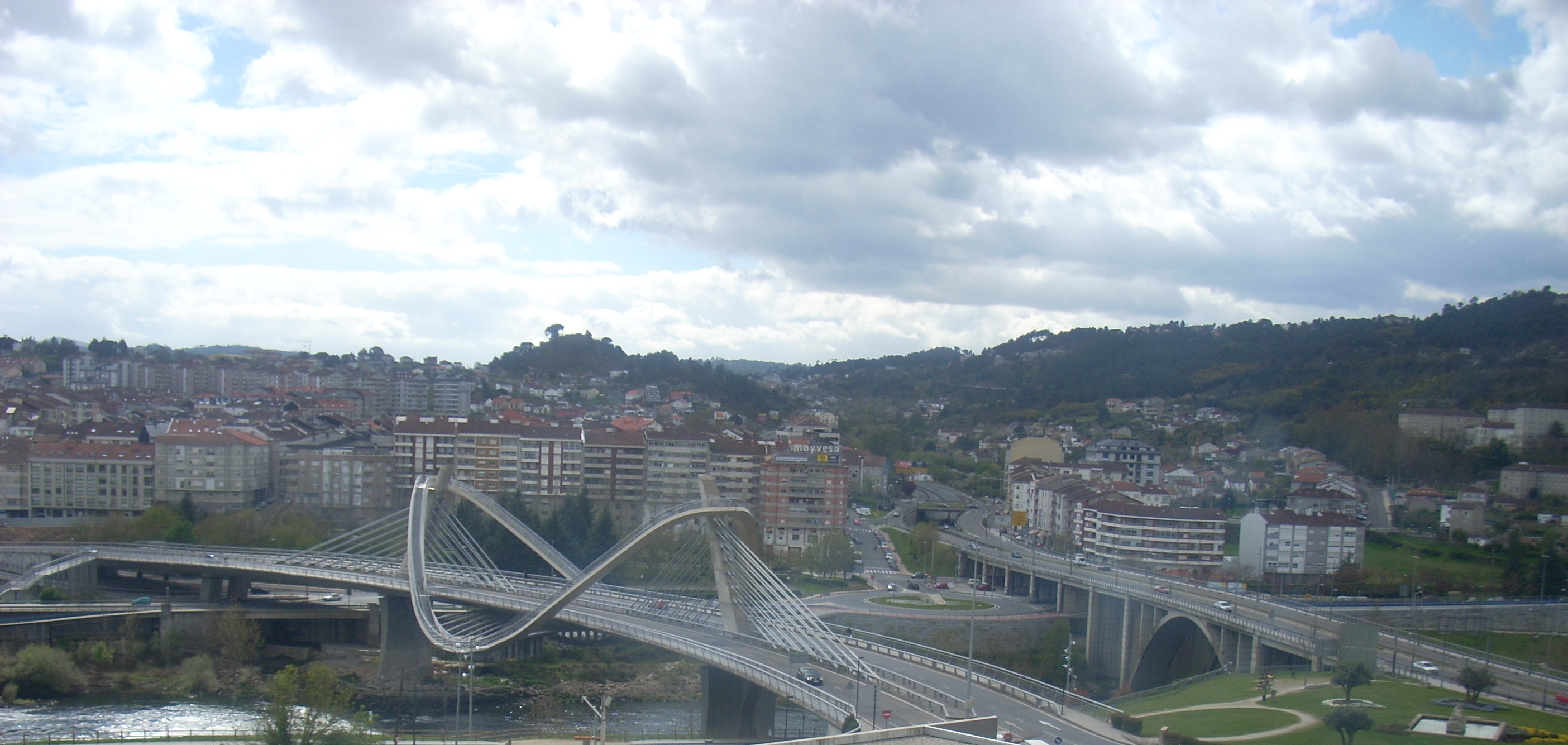
Barri d'A Ponte, nord del pont.
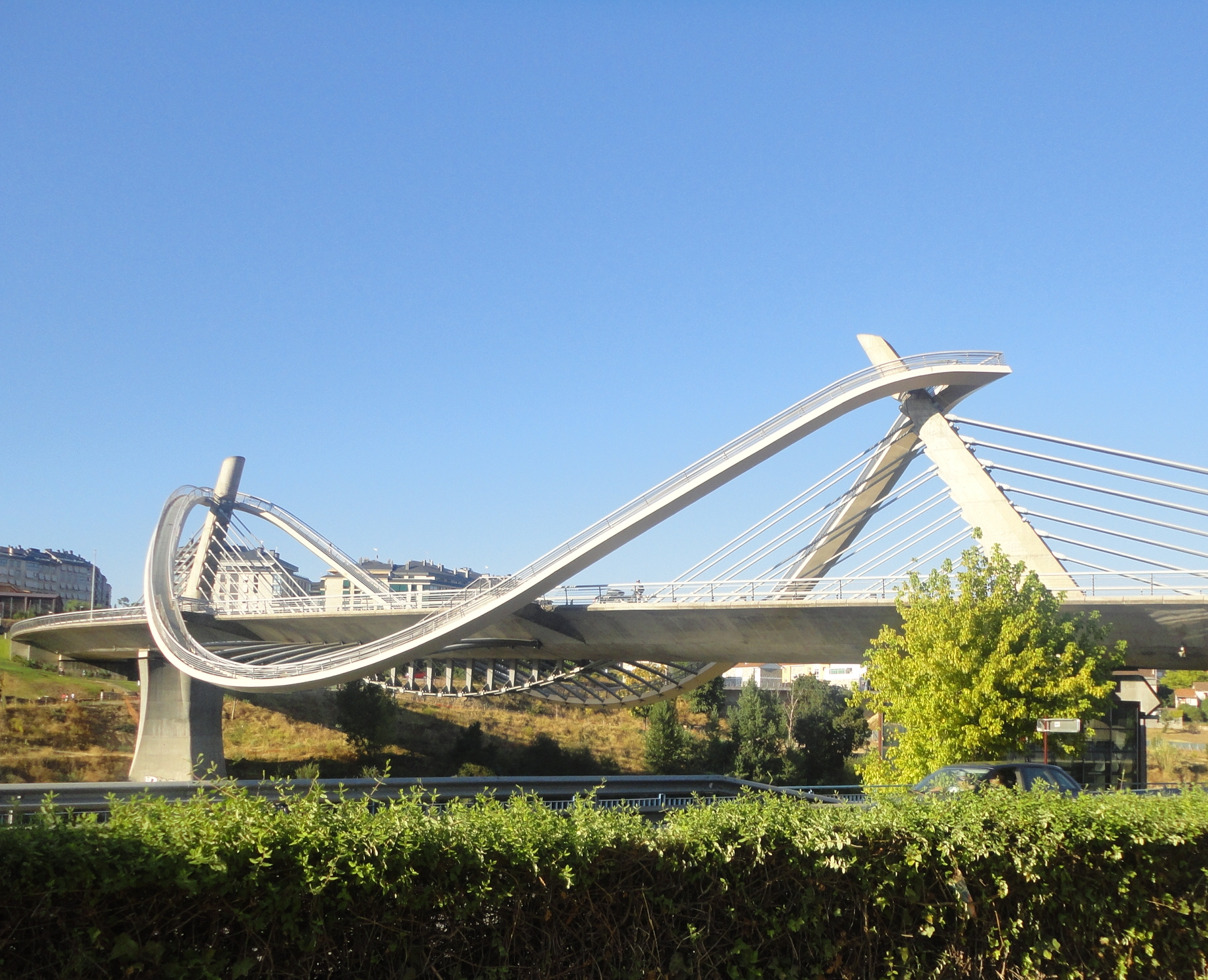
Des de la vora esquerra del riu.
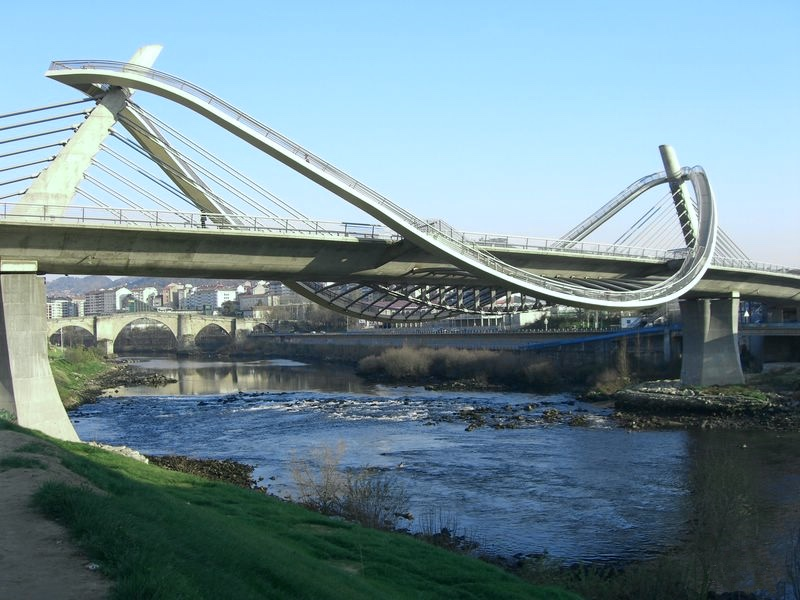
O Ribeiriño, nord del pont.
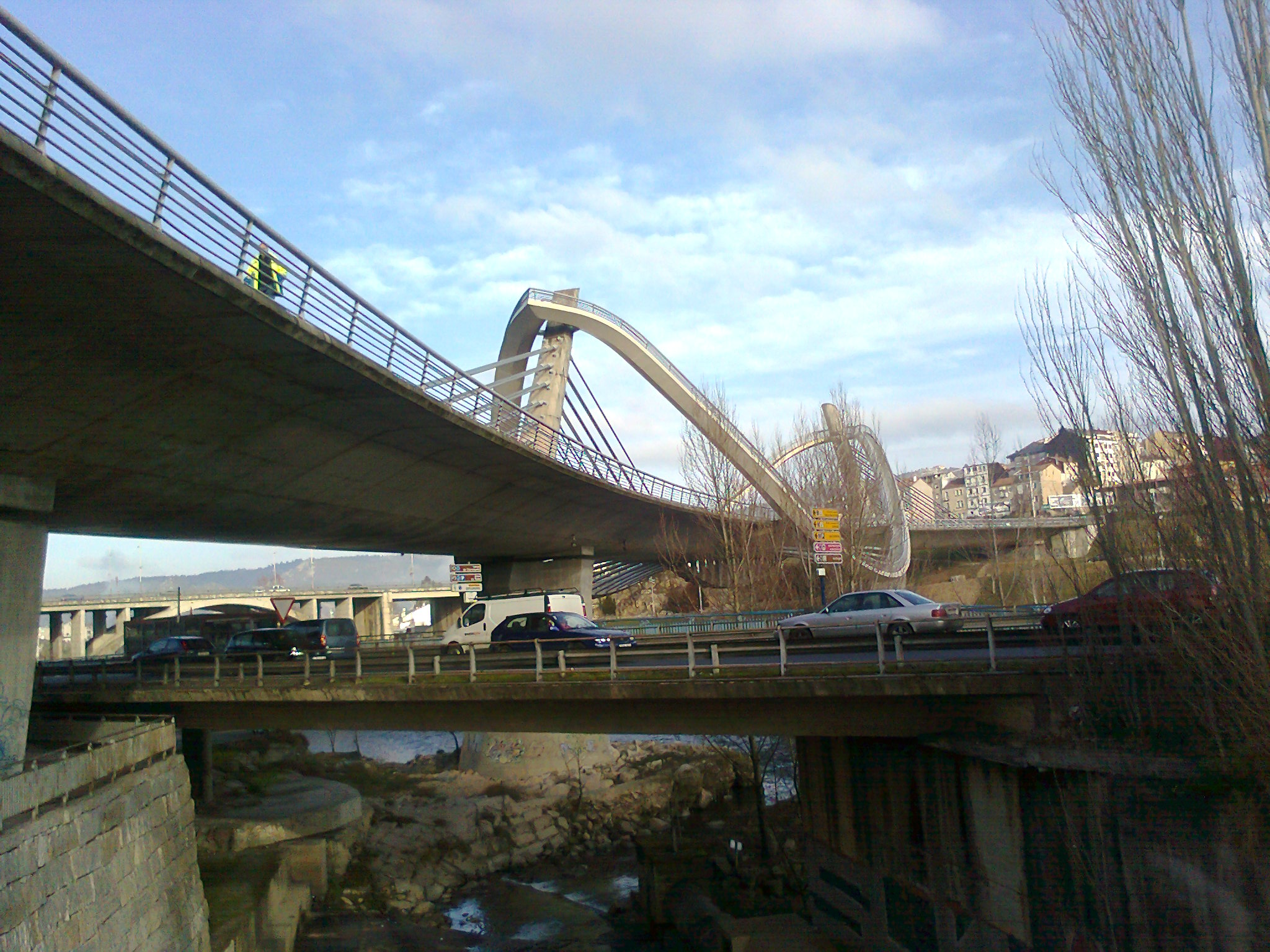
Vista general des del Barbaña.
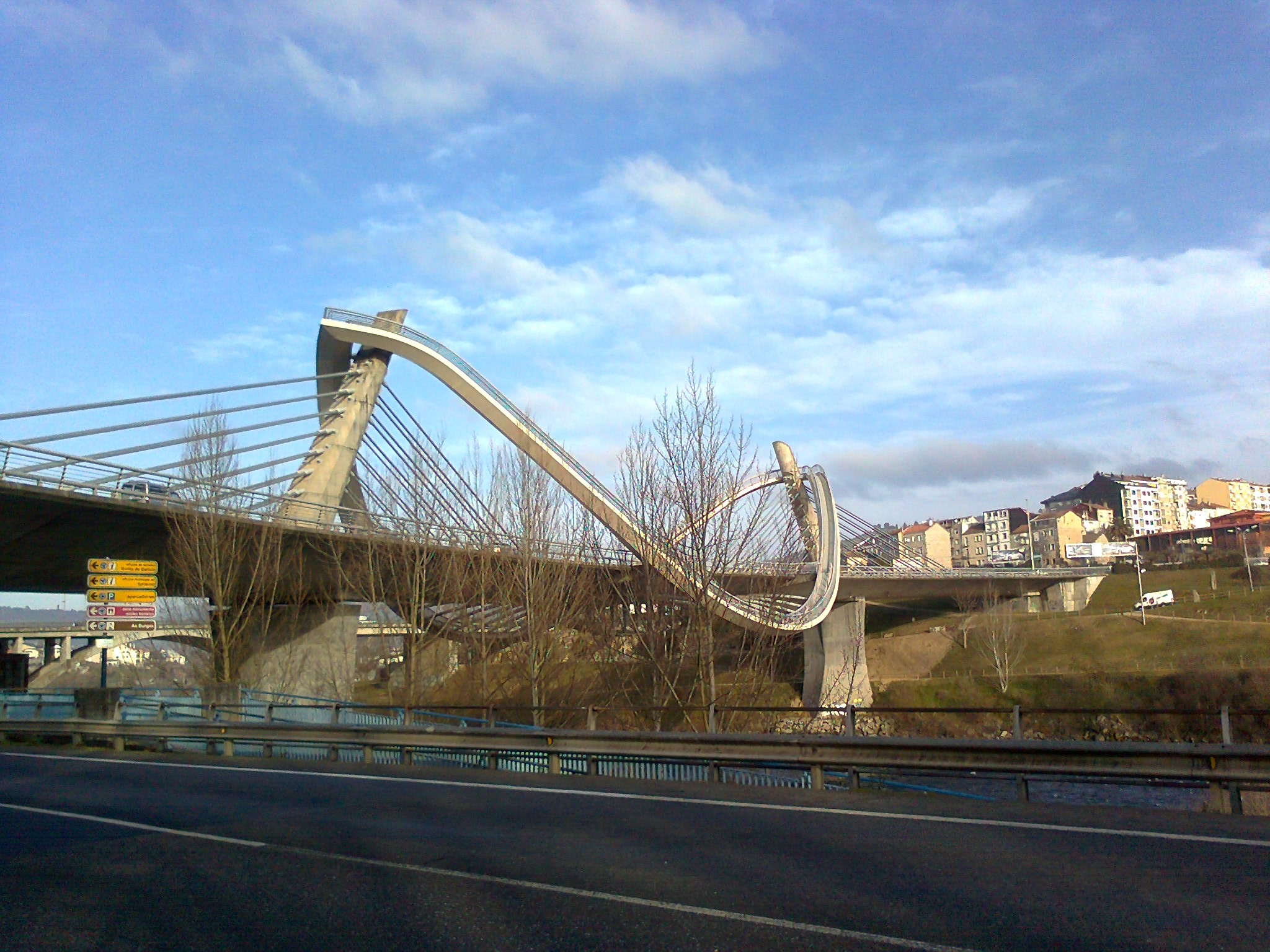
Vista general des del Pavillón.
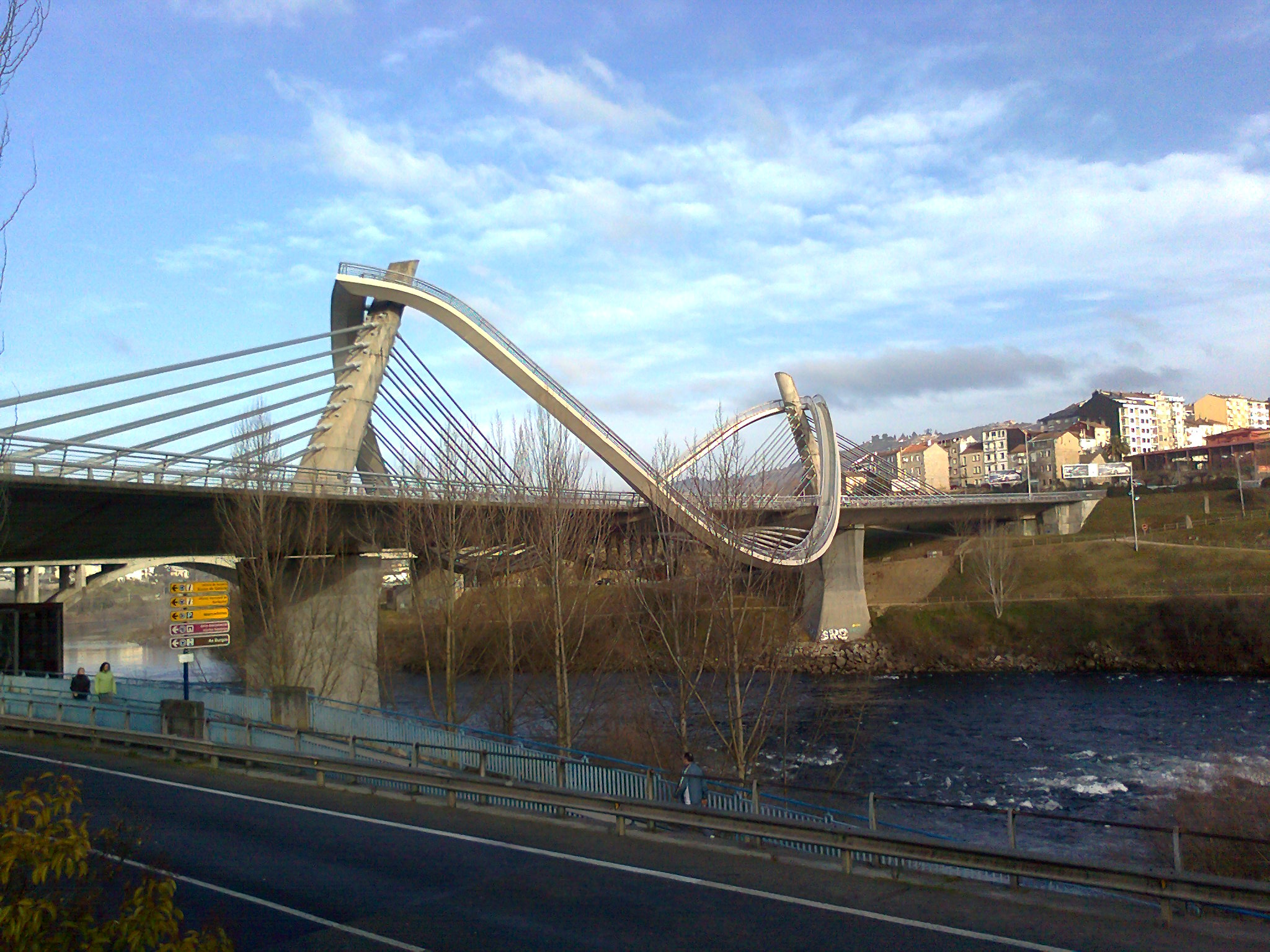
Vista general des del Pavillón.
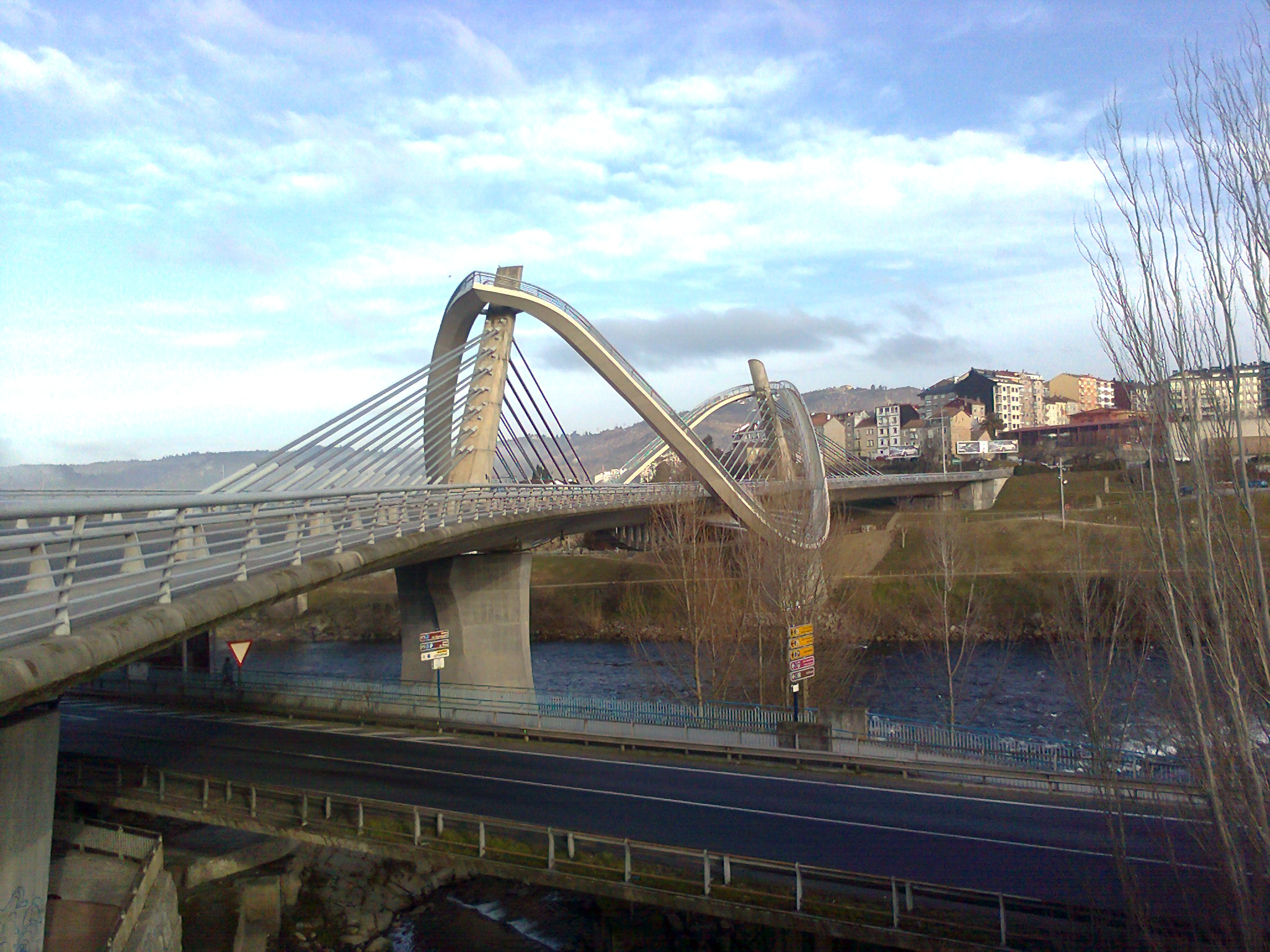
General des de l'escala d'accés.
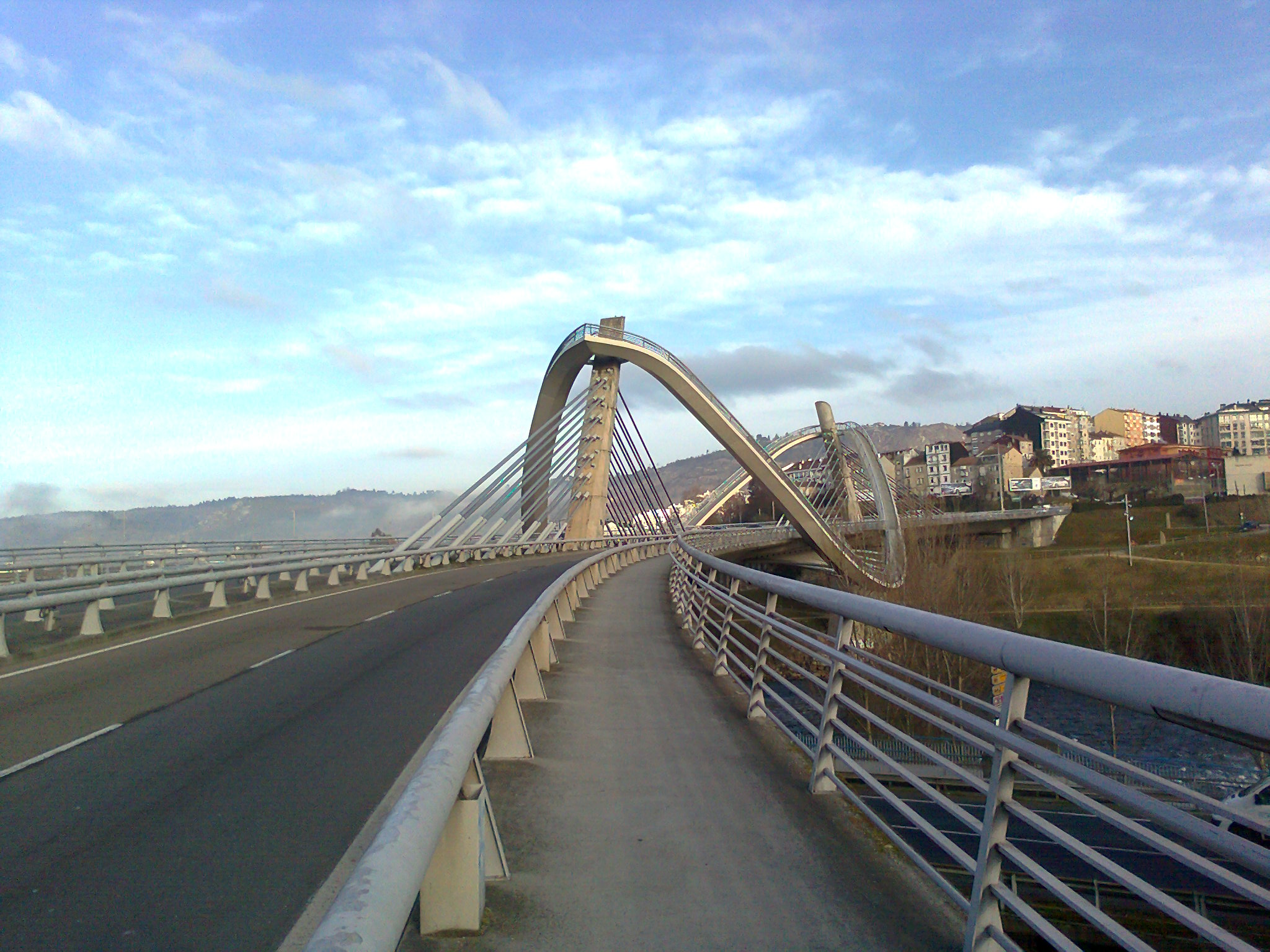
General des del sud del pont.
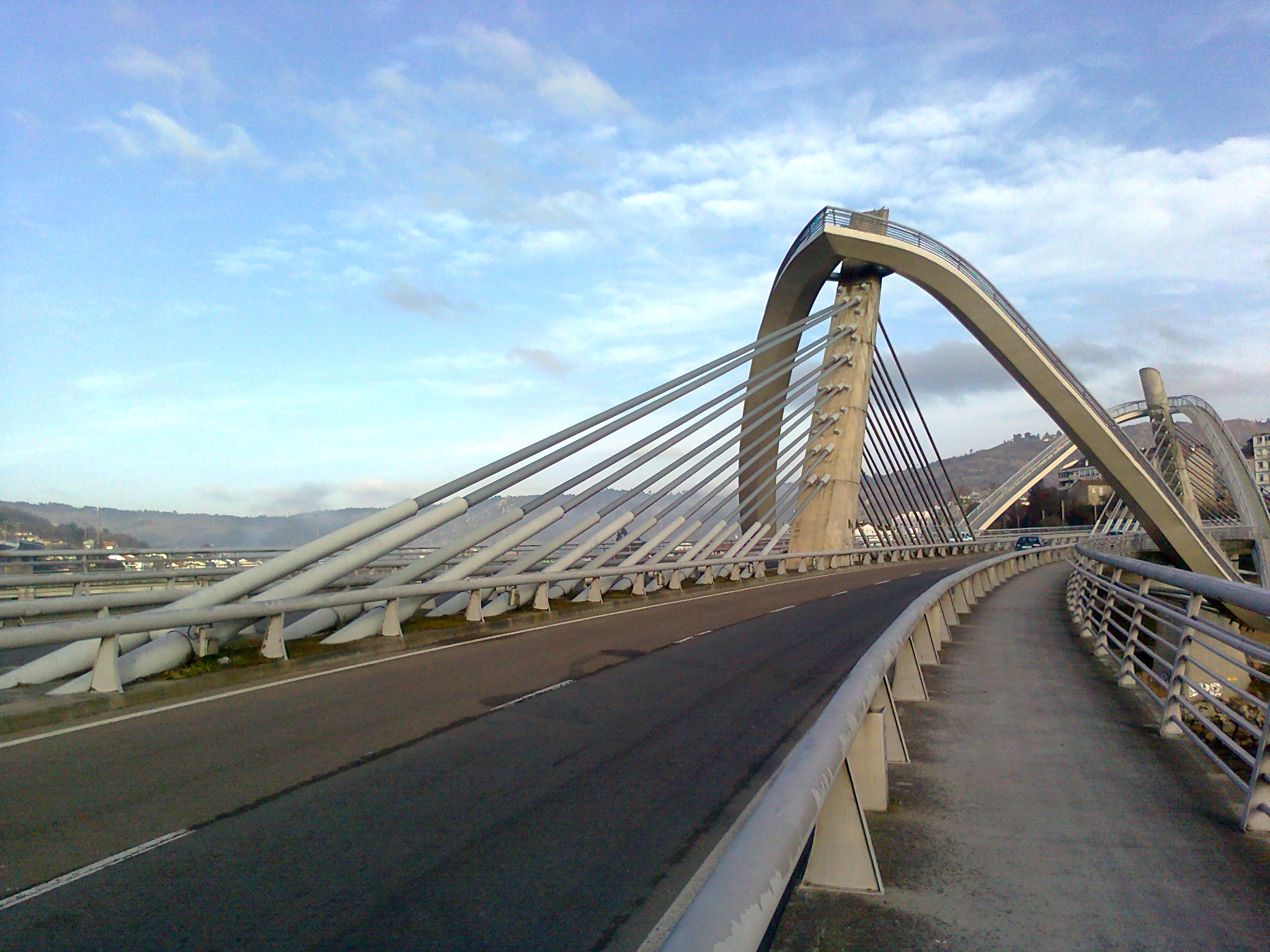
Tirants i pilars del pont.
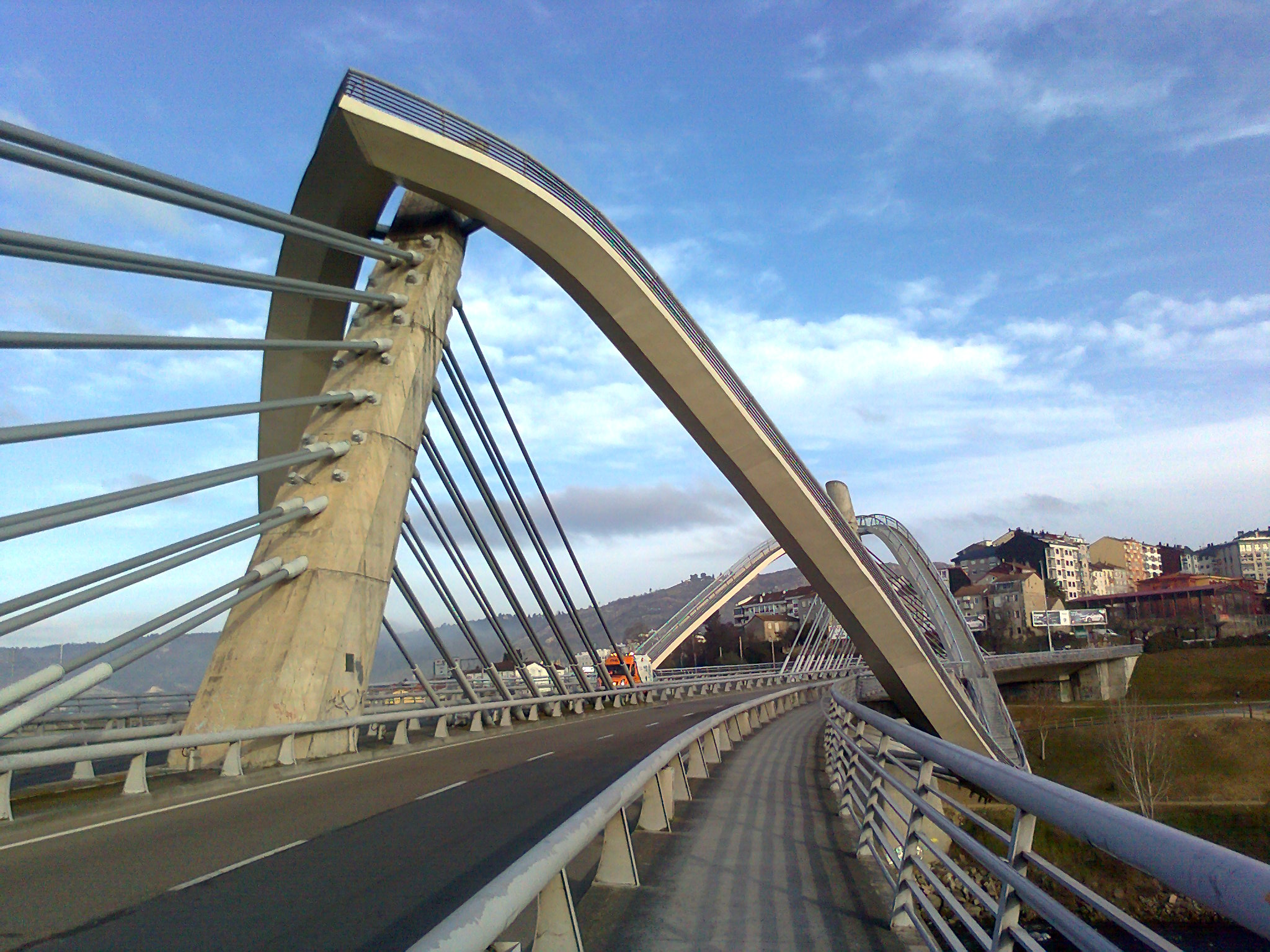
Passeig de vianants envolvent.
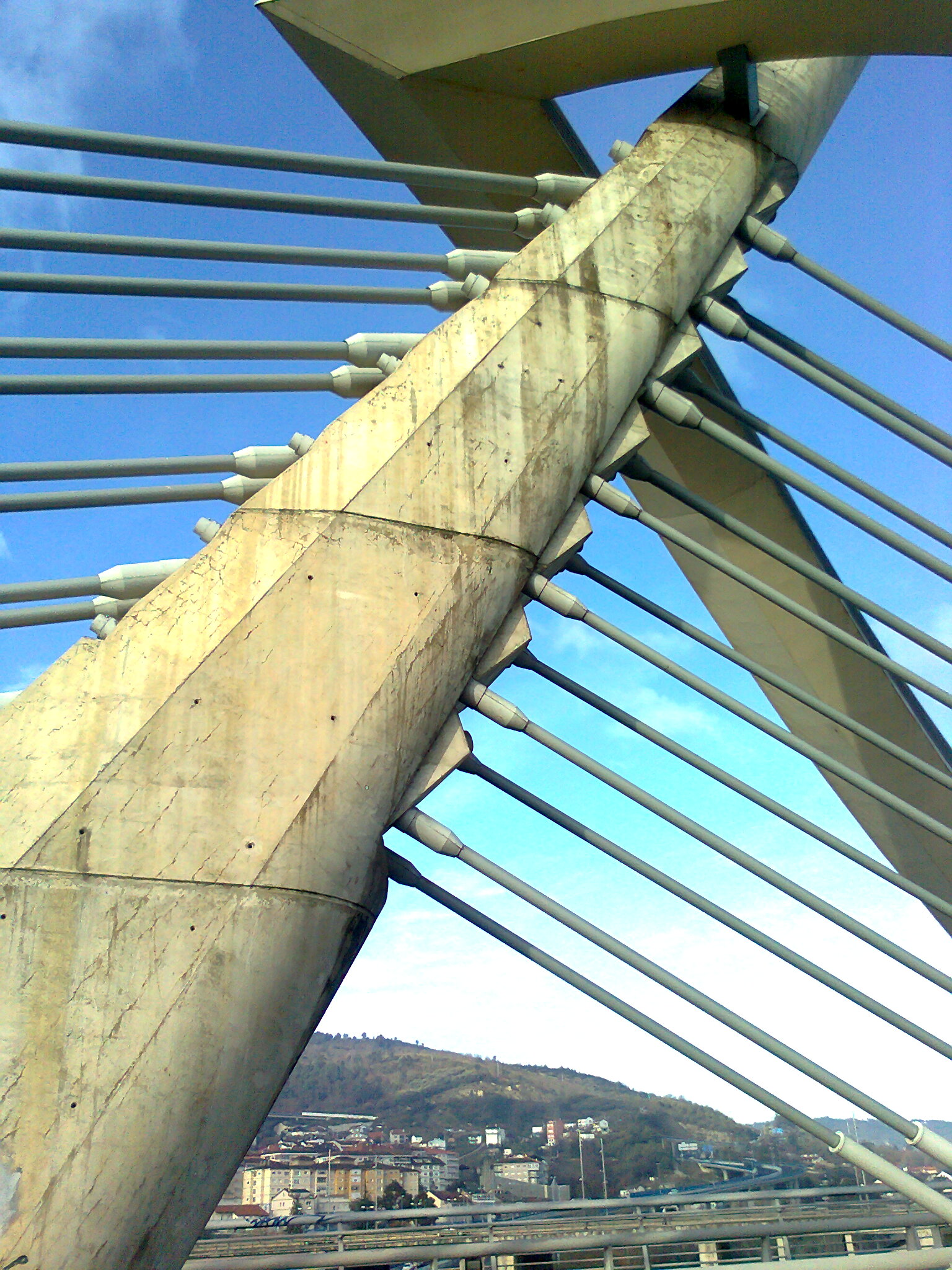
Pilar sud i tirants.